# Capitania General de Cuba
La Capitania General de Cuba va ser una capitania general, integrant de l'Imperi Espanyol, establerta per la Corona espanyola durant la seva període de domini americà. Aquest territori va rebre major autonomia des 1764 com a fruit de les reformes borbòniques dutes a terme en el Virregnat de Nova Espanya pel Comte de Floridablanca, el qual va orientar la política exterior de Carles III d'Espanya cap a un enfortiment de la posició espanyola davant el Regne Unit especialment en el mar Carib.
L'administració cubana va estar dominada des de llavors per Capitans Generals, militar és d'ofici en la seva major part. Alguns d'ells van veure recompensada la seva actuació sent després elevats a virreis de Nova Espanya.
Des 1825, el Capità General de Cuba va ser dotat amb àmplies atribucions en els rams de Govern, Justícia i Hisenda, a més de seguir sent la màxima autoritat militar. I a partir de la segona meitat del segle xix el Capità General de Cuba va ser també la seva Governador General en haver perdut les colònies continentals a Amèrica.
La Capitania General de Cuba va comprendre a més de l'illa de Cuba, la Florida i La Louisiana.

## Història

### Antecedents
El tinent del virrei Diego Velázquez va començar la conquesta de Cuba a 1510, assumint com a primer governador de l'illa de Fernandina  i mantenint-se en el càrrec fins a 1524.
Nuestra Señora de la Asunción de Baracoa va ser fundada el 1512, Bayamo a 1513, Santíssima Trinitat, Sancti Spíritus i San Cristóbal de l'Havana a 1514, Port Príncep i Santiago de Cuba a 1515.
Des del segle xvi, la Província de Cuba va estar sota el comandament del Governador i Capità a Guerra de Santiago, dependent de la Reial Audiència de Santo Domingo. L'Audiència va autoritzar el 26 de juliol de 1553 que el governador residís a l'Havana.
el 1567 el governador de Cuba i Avançat de la Florida, almirall Pedro Menéndez de Avilés, va sotmetre definitivament els indígenes i va annexionar la península de la Florida a la Governació de Cuba.
el 1579 es va afegir al càrrec de governador de Cuba el de capità general en ser nomenat governador el capità Gabriel de Luján, que va assumir el 1581. Pel governatiu va seguir subjecte el governador al virrei de Nova Espanya, pel que fa a la marina depenia dels generals de les flotes que apostaven al port, i en el judicial depenia de l'Audiència de Santo Domingo.

### Divisió en dues governacions
Mitjançant la Reial Cèdula del 8 d'octubre de 1607 el rei Felip III va dividir la Capitania General de Cuba a dos governs, l'Occidental amb seu a l'Havana i l'Oriental amb seu a Santiago de Cuba. La jurisdicció del governador de l'Havana abastaria s'enviava per l'est «fins a cinquanta llegües de la ciutat».
| « | (...) i vull i és la meva voluntat que el dels dits dos governadors tingui al seu càrrec el govern de la ciutat de San Cristóbal de La Havana i els dits llocs del seu districte sigui i es tituli meu governador i capità general de l'illa de Cuba i de la dita ciutat com s'han titulat fins ara els que ho han estat de tota l'illa (...) I pels inconvenients que es considera podrien resultar en cas contrari, comandament que el meu governador i capità à guerra de la ciutat de Santiago de Cuba i el seu districte estigui subordinat en tot el que tocar i sigui dependent de matèries de govern i guerra al meu governador i capità general d'aquesta illa i ciutat de l'Havana (...) | » |

Les viles de Baracoa, Bayamo i Puerto Príncipe (avui Camagüey) van quedar sota jurisdicció del governador de Santiago de Cuba. Les viles de San Juan de los Remedios, Sancti Spíritus i Trinitat no van ser adjudicades a cap dels governs i van quedar exemptes i subjectes directament al capità general. L'illa va ser dividida mitjançant l'ordre: "Mesurin-se 80 llegües a partir del cap de Sant Antoni, i tiris una ratlla de nord a sud".

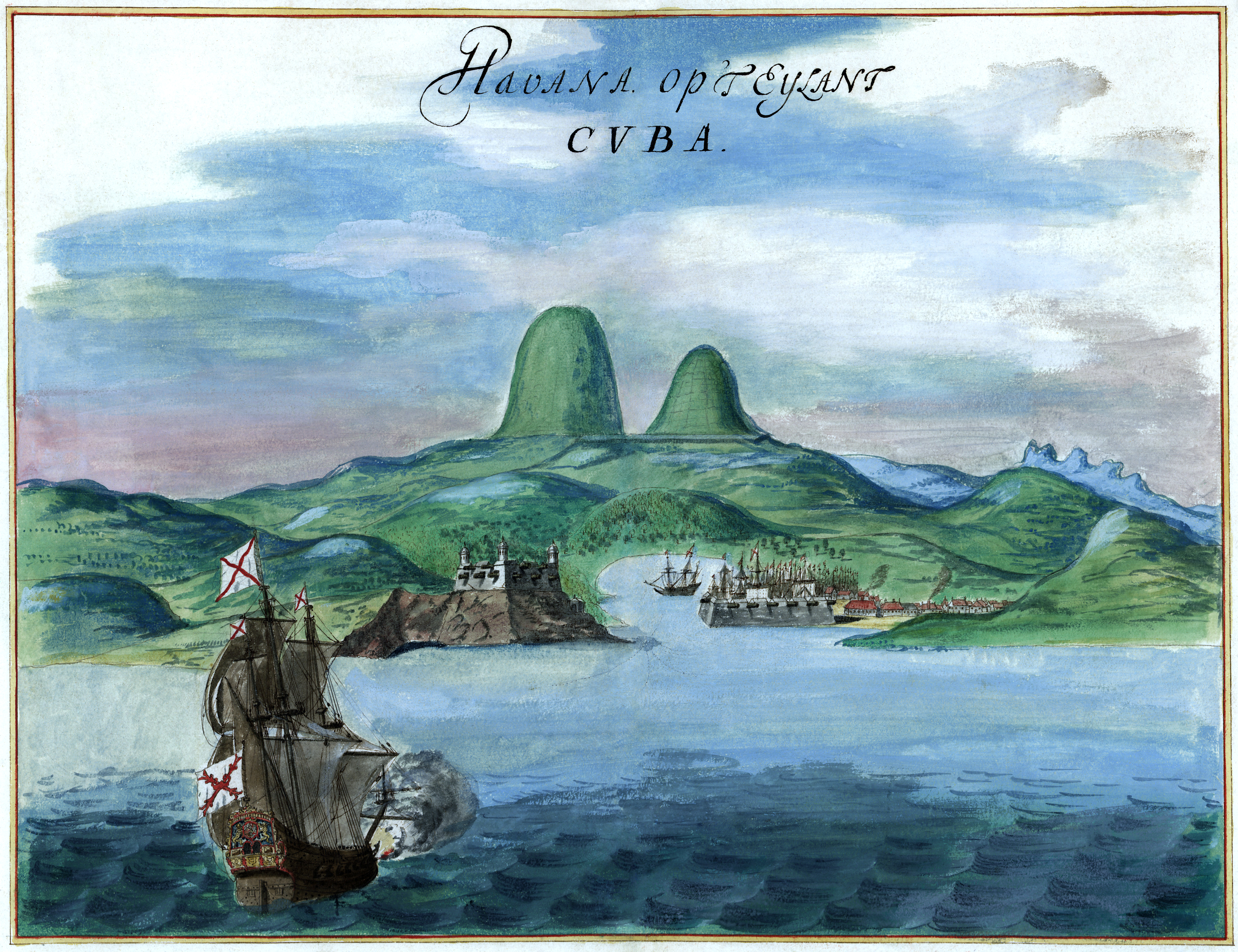
Oli del port de l'Havana 1639.

Va assumir Pedro Valdés com a capità general de Cuba i Juan Villaverde y Ozeta com a capità a guerra de Santiago. A l'Havana residia el governador i capità general de l'illa i a Santiago un governador i capità a guerra. En el ram de guerra el governador de Santiago quedava en dependència del capità general. Cada governador tenia autonomia per a l'administració, entenent directament amb la Cort del rei. Pel judicial dues governacions continuar en la jurisdicció de la Reial Audiència de Santo Domingo.
El 1655, durant la guerra anglo-espanyola, els britànics van expulsar definitivament de Jamaica als espanyols, els quals van emigrar a Cuba. El 1756 va ser creada la Intendència de Marina de l'Havana, que actuava com a «Reial Fàbrica» de vaixells i vaixells.
El 6 de juny de 1762, va aparèixer una gran armada britànica, amb més de 50 vaixells i 14.000 homes. Per a prendre la ciutat, els britànics van haver de retre el Castell del Morro, defensat per una decidida guarnició al capdavant del capità de navili Luis de Velasco i del marquès Vicente Gómez. L'Havana va caure després de dos mesos de lloc. En un any els espanyols van restablir la sobirania, però van quedar en evidència moltes deficiències defensives. Els britànics de retirar de Cuba el 10 de febrer de 1763 després del Tractat de París (1763) i a canvi de la cessió de Florida al Regne de la Gran Bretanya. En compensació a la pèrdua de l'Havana, Espanya va rebre de França el territori de Louisiana el 3 de novembre de 1762 i el va mantenir fins a l'1 de març de 1801, en què va tornar a França, després Napoleó Bonaparte l'hi va vendre als Estats Units a 1803.
Després de l'evacuació britànica, el rei d'Espanya comissionar el general Alejandro O'Reilly per a portar endavant una profunda reorganització militar a Cuba.
El 1763 es va començar la construcció de la Fortalesa de Sant Carles de la Cabana a l'Havana, la més gran de les construïdes per Espanya al Nou Món. La seva posició privilegiada la convertia en un bastió inexpugnable, es diu que les obres es van prolongar tant i amb tan alt cost que Carles III, rei d'Espanya va treure el cap a la finestra del seu palau amb un telescopi perquè li indiquessin on hi havia aquella construcció.

### Des de les reformes borbòniques
Des 1764 el governador de Santiago ja era capità general permanent. El 31 octubre de 1764 va ser establerta la Intendència de l'Havana, que va ser la primera intendència d'hisenda i guerra creada a l'Amèrica hispànica. El primer capità general, Miguel de Altarriba va assumir el 8 de març de 1765. El 1774 es va realitzar el primer cens oficial de Cuba, que va llançar el resultat de 171.670 habitants.
El 1766 va ser creada la Intendència de Nova Orleans a Louisiana, que depenia de la Capitania General de Cuba. Sent el seu primer intendent, Juan José de Loiola i Mendoza, estant el comandament militar a càrrec d'Antonio de Ulloa, però poc després el va assumir també Loiola i Mendoza.
Els espanyols van recuperar la Florida Occidental a 1779 i van prendre San Carlos de Panzacola a 1781. Espanya va recuperar les Florides mitjançant el Tractat de París (1783).
El 1794 va ser creat a l'Havana un Reial Consolat d'Agricultura i Comerç. el 1795, pel Tractat de Basilea el territori de Santo Domingo va ser cedit a França.
El 1800 es va traslladar a Santa Maria del Puerto Príncipe (avui Camagüey) la Reial Audiència de Santo Domingo, el que va ser disposat el 22 de maig de 1797, ja que aquesta illa va ser cedida a França, prèviament s'havia instal·lat a Santiago de Cuba des de 1799. Va romandre a Puerto Príncipe fins a 1808 quan se la va traslladar a l'Havana, tornant després a Puerto Príncipe.
Després de l'ocupació nord-americana i aprofitant la difícil situació hispana provocada per les Guerres Napoleòniques una llei nord-americana de 1804, dictada per ordre de Thomas Jefferson, va declarar pertanyent als Estats Units la costa de la Florida Occidental, entre el riu Mississipi i el riu Perdut.
El 1812 la Constitució de Cadis expressava:
| « | El territori espanyol comprèn (...) illa de Cuba amb les dues flors, la part espanyola de l'illa de Santo Domingo i l'illa de Puerto Rico amb les altres adjacents a aquestes i al continent en un i altre mar . | » |

Es va establir el 1812 les diputacions provincials de Cuba, Santo Domingo i Puerto Rico i per decret del 23 de maig de 1812 es va crear la de Santiago de Cuba. Van ser abolides per Ferran VII a 1814. El 1813 va ser creada la Intendència de Puerto Príncipe juntament amb la Intendència de Santiago de Cuba amb jurisdicció sobre la hisenda.
El 1819 davant els fets consumats i la debilitat militar espanyola subseqüent a la Guerra del Francès i la generalització de les Guerres d'independència hispanoamericanes a la zona continental, i després de l'arribada d'ocupants d'origen nord-americà a Les Florides, Espanya va haver acceptat la Compra de Louisiana i vendre les Florides per l'Tractat Adams-Onís.
El 1820 van ser restablertes les diputacions provincials en ser restablerta la Constitució de 1812 i novament abolida el 1823. Des de la Reial Ordre del 8 de maig de 1825 el capità general va assumir amplis poders i es va crear la Comissió Militar Permanent, que va assumir jurisdicció sobre assumptes polítics. Es va comunicar el capità general que des d'aquest moment obstentaría:
| « | tot el ple de les facultats que per les Reials Ordenances es concedeixen als Governadors de places assetjades. | » |

Podia més suspendre qualsevol llei que consideri convenient, donant compte el rei per a la seva aprovació.
La Constitució de 1812 va tornar a entrar en vigència entre 1836 i 1837. La nova Constitució de 1837 establia que Cuba, Puerto Rico i les Filipines es regirien per lleis especials, privats de representació en les Corts d'Espanya i suprimint els ajuntaments i diputacions provincials democràticament electes, quedant governada directament per la Corona a través del capità general. La Constitució de 1845 va mantenir el mateix règim.
La Reial Audiència de l'Havana va ser creada per Reial Decret del 18 d'agost de 1838. El territori de la Reial Audiència de Puerto Príncipe va ser limitat a les províncies o departaments Oriental i Central de l'Illa de Cuba, en l'últim dels quals estaven compresos els governs de Trinitat i Nova Colònia Fernandina de Jaguar. La resta del territori de l'illa de Cuba va quedar assignat a l'Audiència de l'Havana.
L'Audiència de Puerto Príncipe va ser suprimida a 1853. el 1859 va ser reformat el règim municipal. El 1868 va ser restablerta com Reial Audiència a Camagüey amb jurisdicció sobre els departaments central i oriental de Cuba. L'1 de juliol de 1871 va ser establerta la Reial Audiència de Santiago de Cuba, poc després abolida i recreada el 28 de novembre de 1898.

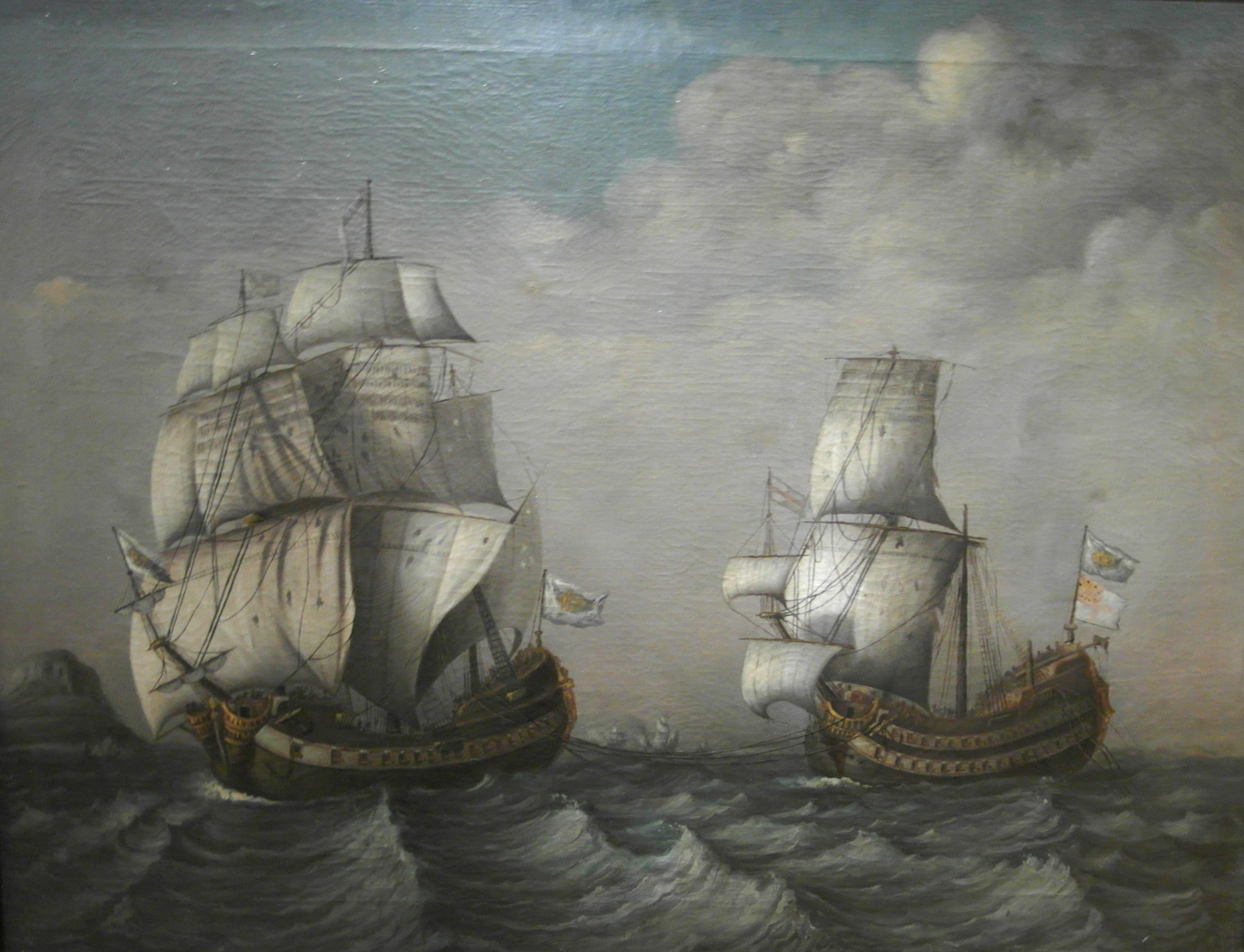
Una fragata espanyola remolcant un vaixell britànic fins a l'Havana. Oli, circa 1770.

A la capitania general de Cuba es va operar una gran transformació socioeconòmica durant el segle xviii. L'illa va passar de ser una clau defensiva del Carib, que se sostenia del situat i d'alguna producció agropecuària, a una florent colònia exportadora de sucre, tabac i cafè. Cuba no va poder prosperar abans de la dècada de 1760 a causa de les regulacions comercials espanyoles. Espanya hi havia instal·lat un monopoli al Carib i el seu objectiu primari era protegir això. No es va permetre que les illes negociessin amb cap nau estrangera. Espanya estava sobretot interessada en el Carib per la seva or. La corona espanyola va pensar que si les colònies negociaven amb altres països, es perdria el seu avantatge. Això retardar el creixement del Carib espanyol. Aquest efecte era particularment dolent per a Cuba. Tan aviat com Espanya obrís els ports de Cuba a les naus estrangeres, un gran auge del sucre va començar i durar fins a la dècada de 1880.
El 1852, el capità general José Gutiérrez de la Concha feia referència a un dels problemes més greus per a l'estabilitat socio-política de l'illa de Cuba: la formació del partit espanyolista, amb uns interessos no sempre coincidents amb els de la metròpoli. La desconfiança que sent cap a aquest grup de poder la resumeix en els següents termes:
| « | Totes les consideracions que mereix fins l'exageració del sentiment nacional en els bons espanyols, han de desaparèixer tractant-se dels que pretenen especular en profit propi amb aquest sentiment, ja que tant o més mal fan à Espanya aquests i els mals funcionaris públics, que els que obertament conspiren contra el Govern, perquè contra aquests últims hi ha les lleis i la força, que no sempre es poden aplicar als que d'aquella manera disfressen les seves males passions. Error greu, per tant, seria en què governés a Cuba el no apel·lar en casos daus i en circumstàncies difícils a les facultats extraordinàries que el governador capità general està i haurà d'estar sempre revestit. | » |

La Constitució espanyola de 1869 va establir que:
| « | Art 108. Les Corts reformaran el sistema de govern de les províncies d'ultramar quan hagin pres seient els diputats de Cuba o Puerto Rico per fer extensius a aquestes, amb les modificacions que es creguessin necessàries els drets consignats en la Constitució. | » |

L'inici de la guerra d'independència l'octubre del 1868 va impedir l'elecció de diputats cubans, de manera que el règim constitucional no es va aplicar a l'illa.
El 30 de juny de 1876, Alfons XII d'Espanya va promulgar la Constitució que hauria de regir fins al novembre de 1897, s'hi va incloure novament el govern de l'illa per lleis especials. el 1879 els diputats cubans van tornar a ser admesos en les Corts d'Espanya. Entre 1880 i 1886 l'esclavitud va ser abolida a Cuba.
Així es van succeir les revoltes durant la segona meitat del segle xix recolzats per ideòlegs de la talla de José Martí, que el general Arsenio Martínez-Campos Antón, enviat especialment des de la metròpoli va sufocar i segell a la Pau de Zanjón (1878). Ja el 1897 es va separar la Capitania General del Govern i es va dotar a Cuba d'un parlament bicameral. Aquest sistema només va durar uns mesos, ja que al cap de poc esclataria la Guerra Hispano-estatunidenca el 1898 amb desastroses conseqüències per a Espanya, la pèrdua de les seves colònies d'Ultramar.
El 25 de novembre de 1897 es va promulgar la Constitució Autonòmica per a les illes de Cuba i Puerto Rico:
| « | El Govern de cadascuna de les Illes es compondrà d'un Parlament Insular, dividit en dues Cambres i d'un Governador General, representant de la Metròpoli, que exercirà en nom d'aquesta l'Autoritat suprema. | » |

## Organització eclesiàstica
el 1518 va ser erigida a la Diòcesi d'Assumpció de Baracoa (o Cuba), sufragània de l'Arxidiòcesi de Sevilla. Va ser traslladada a Santiago de Cuba el 1522.
El papa Lleó X va erigir el 5 de desembre de 1520 la diòcesi de Santiago de la Florida (o Terra Florida), però no va sobreviure.
Per mitjà de la butlla Super universæ orbis ecclesiae del 12 de febrer de 1546 va ser erigida l'Arxidiòcesi de Sant Domingo, assignant-li com una de les seves sufragànies a la Diòcesi de Santiago de Cuba.
El 10 de setembre de 1787 va ser erigida la Diòcesi de San Cristobal de l'Havana, Louisiana i les Florides, separada de la de Santiago de Cuba, quedant ambdues com sufragànies de l'arquebisbat de Sant Domènec.
El 25 d'abril de 1793 va ser erigida la Diòcesi de Louisiana i les dues flors com sufragània de Sant Domingo.
Arran de la Pau de Basilea, el 1795 va desaparèixer l'Arxidiòcesi de Sant Domingo, pel que el 1803 va ser erigida l'Arxidiòcesi de Santiago de Cuba passant a ser els seus sufragànies la Diòcesi de San Cristóbal de la Havana, la de San Juan de Puerto Rico i la Diòcesi de La Louisiana i les dues Florides.